# Association for Information Science and Technology
La Association for Information Science and Technology (literal, Asociación para la Información de Ciencia y Tecnología, acrónimo ASIS&T) es una organización sin ánimo de lucro formada por profesionales de la información. Anteriormente era conocida como American Society for Information Science and Technology (2000-2013). La organización patrocina un Annual Meeting, así como varias publicaciones, entre ellas la revista Journal of the Association for Information Science and Technology y el boletín de la asociación. La organización proporciona apoyo administrativo y de comunicación para sus diversas divisiones, tanto las conocidas como grupos de interés específico o SIGs ; como para las distintas secciones geográficas. Conecta también a los solicitantes de empleo con los proveedores de empleo potenciales y proporciona apoyo organizativo por programas de educación continua para los profesionales de la información. La asociación ha desempeñado un trabajop fundamental para adaptarse al cambio tecnológico de los tiempos actuales. Para poner un ejemplo, la asociación que nació en la época de la prensa multicopista ha pasado a una red online universal de preferencia multipolar. Es decir, que la globalización permite confirmar que la exégesis de una obra de arte puede nacer del interior.

## Historia
Fundada el 13 de marzo de 1937 como American Documentation Institute (ADI) por Watson Davis, Atherton Seidell y otros, el objetivo inicial de la organización fue el desarrollo del microfilm como vehículo adecuado por la diseminación de la información.  ADI estableció el Programa de Publicación Auxiliar que durante sus 30 años de historia suministró casi 10 000 documentos que cubrían una amplia gama de temas. El programa posibilitó que autores en los campos de las ciencias físicas, naturales, sociales, históricas y de la información publicaran y se pudieran distribuir sus artículos de investigación, dado que muchos de ellos eran demasiado largos o tipográficamente complejos y, por tanto, caros, para poder ser publicados en las revistas de la época con tecnología más limitada.  En 1954, el Photoduplication Service de la Biblioteca del Congreso se hizo cargo de esta tarea y se convirtió en la fuente principal para distribuir los materiales de ADI. Desde 2009 todo este material está localizado en la Library's Technical Reports and Standards Unit. 
Los años 50 fueron la transición a las Ciencias de la Información modernas. En 1952 se modificaron los estatutos para permitir la entrada de más miembros, dada la cada vez mayor implicación de personas no miembros en el desarrollo de técnicas y principios nuevos. El objetivo fue hacer de ADI un grupo que se dedicara a todo lo referente a las ciencias de la información y no sólo a las bibliotecas. Durante todo ese tiempo fueron en aumento el interés por el desarrollo de los dispositivos automáticos de búsqueda, de almacenamiento y de recuperación de la información. 
En enero de 1968, ADI pasó a ser la American Society for Information Science (ASIS). El cambio se hizo como muestra del interés de la organización por "todos los aspectos del proceso de transferencia de la información" tales como "el diseño, gestión y utilización de los sistemas de información y tecnología."  La década de 1970 fue un tiempo de cambio. Durante esta época muchas instituciones harían el traspaso del procesamiento por lotes al modo online; de los ordenadores centrales a los ordenadores más modernos. Con el avance de la tecnología las fronteras tradicionales empezaron por desteñirse y las escuelas de biblioteconomía empezaron a añadir la palabra información a sus títulos y programas. ASIS patrocinó una conferencia del Bicentenario que ponía el foco en la función de la información en los países desarrollados. El grupo participó también en la planificación e implementación de la Conferencia de la Casa Blanca sobre Bibliotecas y Servicios de Información.  La década siguiente, la de 1980, nos lleva a los inicios de la popularidad de los ordenadores personales. Esto significaba que por primera vez muchas personas podían acceder desde sus ordenadores personales a grandes bases de datos, como Grateful Med de la Biblioteca Nacional de Medicina, o los servicios orientados al usuario, tales como Dialog y Compuserve. ASIS creó grupos de información en la oficina, de ordenadores personales, de asuntos de información internacional y de servicios de información rural, como respuesta al entorno cambiante. Por último creó otros grupos como: los de materiales no impresos; los de ciencias sociales, energía y medio ambiente; y el de sistemas de información comunitarios. ASIS también añadió en este período por primera vez secciones no estadounidenses. 
En 2000 la organización actualizó su nombre, añadiendo Technology y pasando a ser American Society for Information Science and Technology para incluir la prevalencia y la creciente centralidad que iban adquiriendo las bases de datos online y otros aspectos técnicos dentro de las ciencias de la información. En 2013 la organización es rebautizada de nuevo y pasa a llamarse Association for Information Science and Technology ( ASIS&T ) para reflejar su creciente afiliación internacional. Hoy, la organización comprende a profesionales de diversos campos que incluyen ingeniería, lingüística, biblioteconomía, educación, química, informática y medicina. Los miembros comparten "un interés común por mejorar las vías por las que la sociedad almacena, recupera, analiza, gestiona, archiva y disemina la información".  ASIS&T hoy sigue creciendo y cambiando para adaptarse a los nuevos tiempos ya sus necesidades. ASIS&T está implicada, ocupando el primer plano, en el análisis del nivel técnico, de las consecuencias sociales y de la comprensión teórica de las bases de datos online. También estudia los efectos del uso extendido de las bases de datos en el gobierno, la industria y la educación; así como el desarrollo de las bases de datos de información en Internet y en el World Wide Web ". 

## Misión
En un mundo donde "la información es de importancia central para el progreso personal, social, político, y económico", ASIS&T trabaja para que avancen las ciencias de la información y las tecnologías de la información y la comunicación para proporcionar puntos de enfoque, oportunidades, y soporte a los profesionales y organizaciones de la información. ASIS&T se esfuerza para que avance el conocimiento "sobre la información, su creación, sus propiedades y su uso" así como el aumento "de la concienciación pública sobre las ciencias y tecnologías de la información y sus beneficios para la sociedad." 

## Afiliación
Al principio para formar parte de la Asociación había que ser nominado por representantes de sociedades científicas, asociaciones profesionales, fundaciones y agencias de gobierno.  A partir de los estatutos de 1952, la organización se abrió a cualquier individuo con interés en la difusión de la información. Hoy en día los miembros pueden ser individuales o institucionales y pagan una cuota sin más requisito formal. De forma similar a la mayoría de las organizaciones de su clase, ASIS&T ofrece beneficios a sus miembros en la forma de suscripciones a publicaciones, acceso a servicios de asistencia laboral (JobLine) y descuentos en los eventos que patrocina.

## Publicaciones
Además de la prestigiosa publicación académica JASIST, la organización publica Bulletin ,el boletín bimensual enfocado a los últimos desarrollos y temas emergentes en el campo de las ciencias y tecnologías de la información. La organización publicó de 1966 a 2011 el Annual Review of Information Science & Technology (ARIST) revista de revisión por pares sobre el panorama de las ciencias de la información. 

## Otras actividades
En el marco de las conferencias Annual Meeting que organiza la Association for Information Science and Technology, se otorgan una serie de premios y reconocimientos para los investigadores y profesionales que trabajan en el campo de las ciencias de la información.  Destaca entre todos ellos el Premio ASIS&T al Mérito Académico .